# Taraninae
Taraninae é uma subfamília de gastrópodes pertencente a família Conidae.

## Gêneros
- Gênero Fenestrosyrinx
- Gênero Taranis Jeffreys, 1870